# 高丙伟
高丙伟（1978年4月—），山西夏县人，汉族，中国共产党党员。中华人民共和国政治人物、第十三届全国人民代表大会山西地区代表。山西华圣铝业电解铝一车间副主任。

## 生平
2018年2月24日，当选为第十三届全国人大代表。